# Karl Daubigny
Charles Pierre dit Karl Daubigny, né à Paris le 9 juin 1846 et mort à Auvers-sur-Oise le 23 mai 1886, est un peintre français.

## Biographie

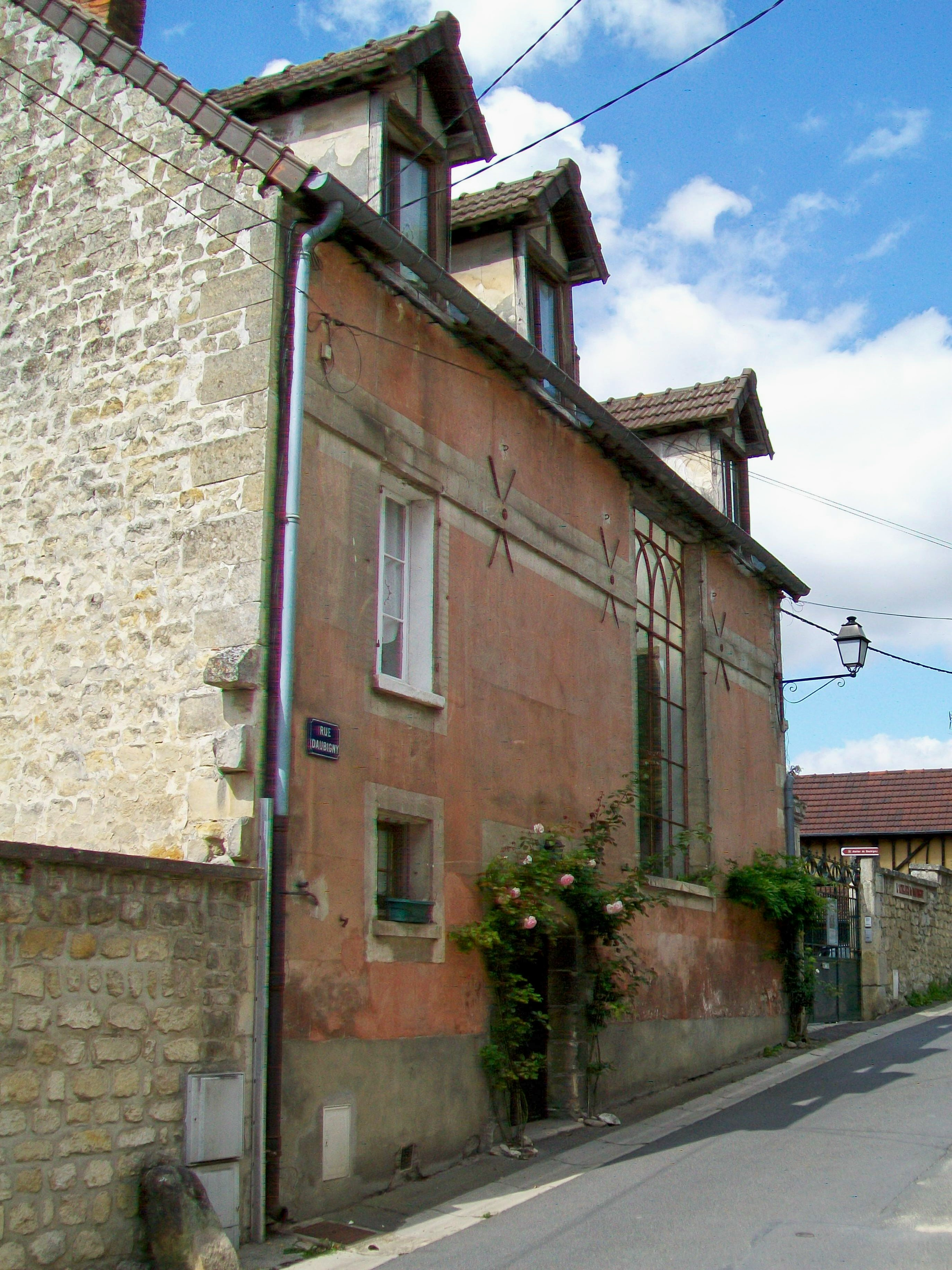
L'atelier de Karl Daubigny à Auvers-sur-Oise.

Élève de son père Charles-François Daubigny, qui joua un rôle-clé dans l'évolution du paysage au cours du XIXe siècle et influença Eugène Boudin et Jongkind, Karl Daubigny débuta au Salon de 1863. Peintre de paysages, il peignit surtout la Normandie et la forêt de Fontainebleau.
Emporté en quelques semaines par la tuberculose, il meurt prématurément à l'âge de 39 ans dans sa maison-atelier d'Auvers-sur-Oise. Ses obsèques civiles se dérouleront le surlendemain à Paris au cimetière du Père-Lachaise (24e division).
La vente de son atelier aura lieu six mois plus tard les 22 et 23 novembre à l'Hôtel Drouot. Les deux vacations (255 numéros) rapporteront 66.500 francs qui seront reversés à la veuve de Karl Daubigny qu'il avait institué légataire universelle par testament.

## Œuvres dans les collections publiques
- Auvers-sur-Oise, Musée Daubigny :
  - Côtes rocheuses à Penmarc'h, huile sur toile (Salon de 1869)
  - Pêcheurs à pied à Villerville, huile sur toile
  - Bord de l'Oise près d'Auvers, huile sur toile (Salon de 1864)
  - Péniches sur l'Oise, huile sur toile
  - Intérieur de cour, huile sur toile
  - La Mauhourat à Cauterets, huile sur toile
- Brest, musée des Beaux-Arts : 
  - Les Vanneuses à Kérity, 1868, huile sur toile (Salon de 1868).
  - Les bords de l'Oise, 1873, 35 x 58 cm[2]
- Creil, musée Gallé-Juillet : Vue du port de Janville, 1878, huile sur toile offerte à Ernest Gallé[3].
- Évreux, musée d'Évreux : Paysage de bord de mer, Honfleur, ferme Saint-Siméon, 1873, huile sur toile, 148 × 245 cm (Salon de 1874).
- Grenoble, musée de Grenoble : Bord de mer, la mer du Nord[4].
- Dieppe, Musée de Dieppe, Falaises au soleil couchant

Œuvres de Karl Daubigny
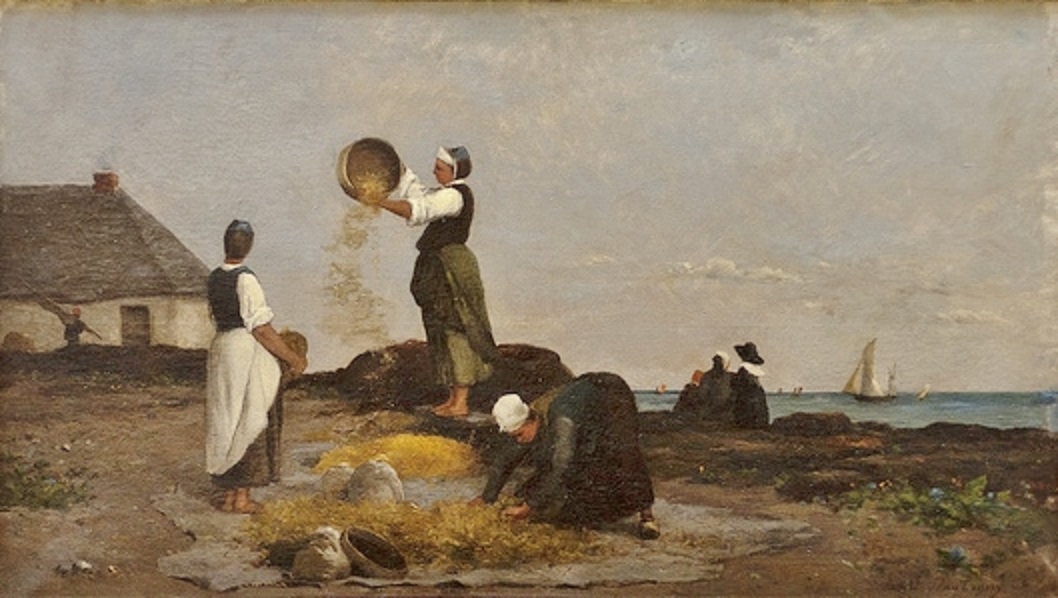
Les Vanneuses à Kérity (1886), musée des Beaux-Arts de Brest.
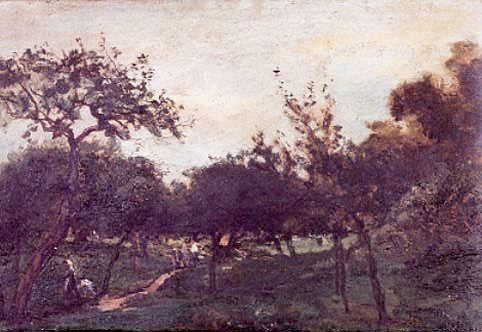
Les Environs de la ferme Saint-Siméon, Juiz de Fora, Musée Mariano Procópio.
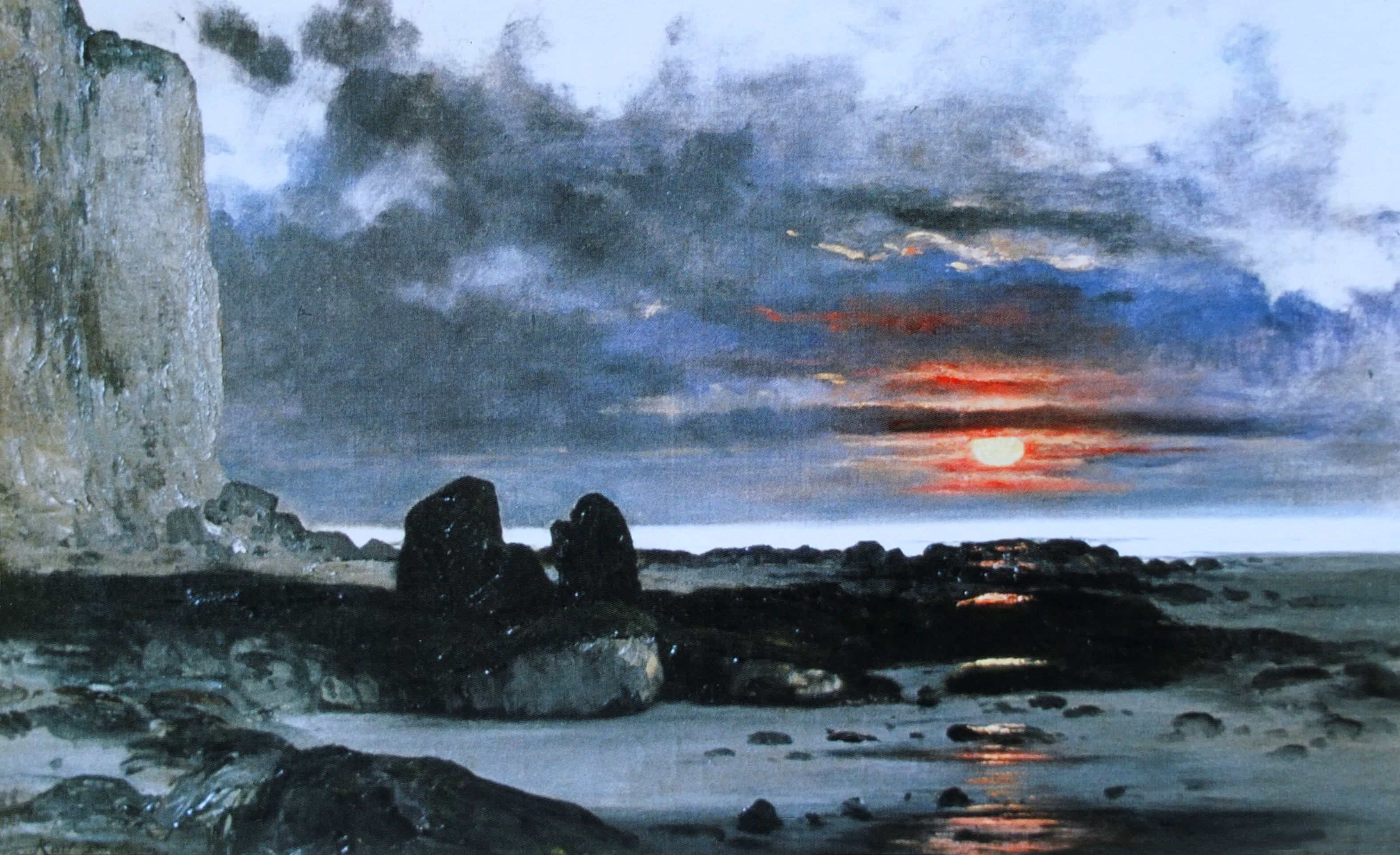
Falaises au soleil couchant, Musée de Dieppe, Dieppe.